# ۵۵۵ (قمری)
۵۵۵ (قمری)، پانصد و پنجاه و پنجمین سال در گاهشماری هجری قمری است. اول محرم این سال برابر با نوزدهم ژانویه سال ۱۱۶۰ میلادی است.

## وابسته
- خلفای فاطمی
- عبدالواسع جبلی